# Astra, Unceta y Cía
Astra Unceta Y Compañia S.A. war eine Fabrik zur Herstellung von Handfeuerwaffen in Gernika (Guernika).

## Firmengeschichte

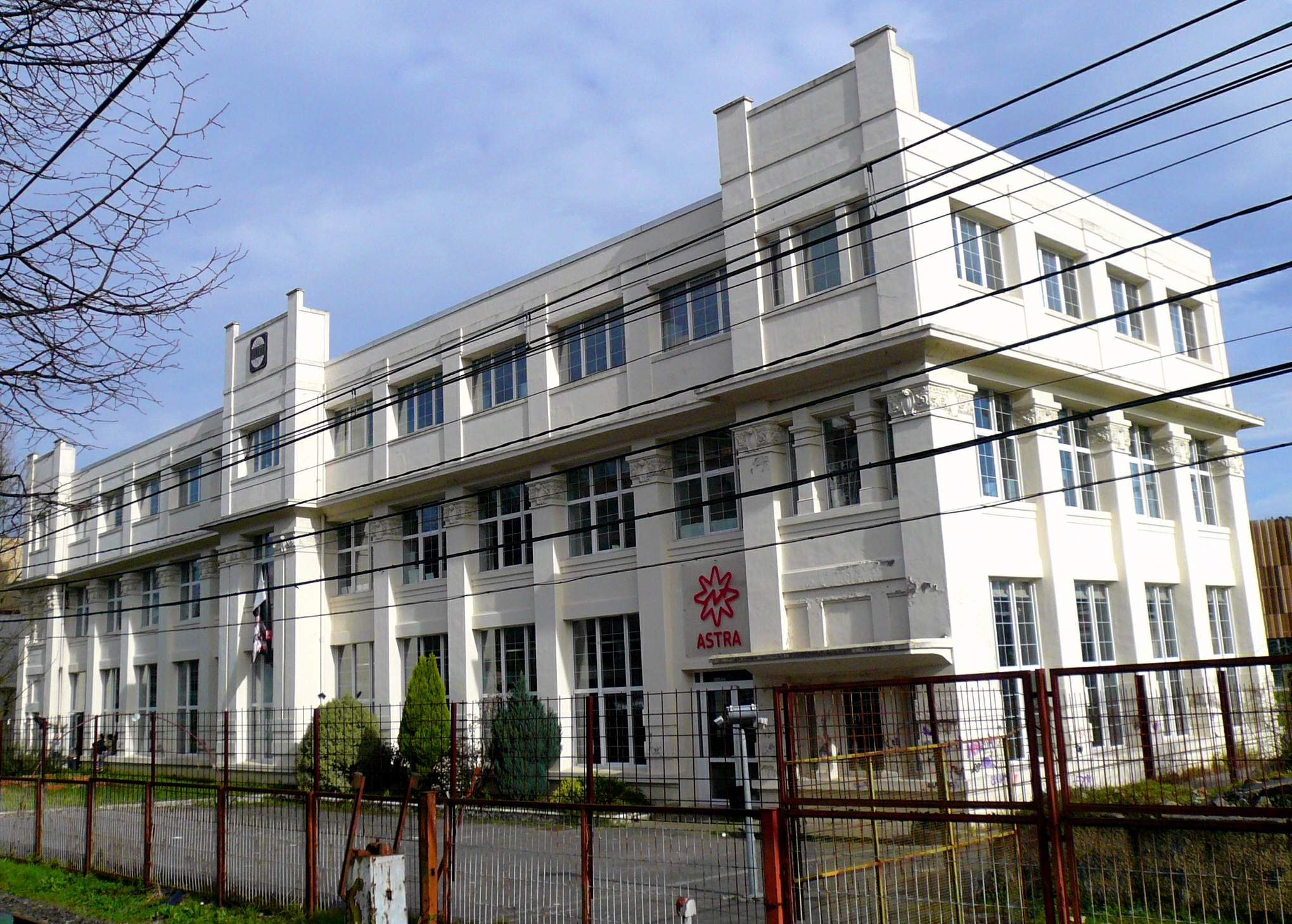
Historisches Astra-Fabrikgebäude in Guernika

Der Pistolen-Hersteller wurde am 17. Juli 1908 unter der Bezeichnung Esperanza y Unceta von Juan Esperanza und Pedro Unceta in der baskischen Zentrum der Waffenproduktion in Eibar gegründet. 1913 wurde das Werk nach Guernika in neue Gebäude verlegt, um dort die Produktion der Campo-Giro von 1912 fortzusetzen.

### Spanischer Bürgerkrieg
Im Spanischen Bürgerkrieg waren die Beschäftigten von ASTRA auf Seiten der Republik, während der Eigentümer Pedro Unceta mit den Putschisten sympathisierte. Pedro Unceta gefiel die 1936 im Baskenland gewählte Regierung nicht, weshalb er zu den Putschisten floh. Am 26. April 1937 wurde Guernica von der Legion Condor und der italienischen Legion bombardiert. Ein paar Tage später besetzten die Putschisten Guernika und mit ihnen zog Pedro Unceta wieder in sein Unternehmen ein und nahm die Produktion für die Putschisten auf. Die Republik produzierte im Süden in zwei Werken Astra Modelle. Eines war ab Juli 1937 die Fábrica Nº 290 der Industrias de Guerra de Cataluña in Terrassa, wo 8.000 Exemplare der Astra M400 genannt el puro die Zigarre, welche später in F. Ascaso nach Francisco Ascaso umbenannt wurde, gefertigt wurden. Die dort produzierten Astra 900 tragen das Zeichen der CNT. Ein weiterer Nachbau des Astra M400 wurde 15.000 mal vom Subsecretaría de Armamentos del Ministerio de la Guerra südlich von Valencia in Alginet von Januar 1938 bis 1939 gefertigt. Dort war das Zeichen R.E. für República Española.

### Augusto Unceta-Barrenechea
Augusto Guillermo Unceta Barrenechea war Eigentümer und Manager von Unceta y Compañia, er wurde am 8. Oktober 1977 von einem Kommando der ETA zusammen mit zwei Leibwächtern der Guardia Civil erschossen.

### Konkurs
Am 27. Mai 1997 wurde zeitgleich mit der Firma STAR, Bonifacio Echeverría Konkurs angemeldet und die Firma geschlossen. Wesentliche Waffenteile wie Läufe oder Pistolenrahmen wurden verschrottet, ein Bestand von Ersatzteilen blieb erhalten. Eine Nachfolgegesellschaft unter dem Namen ASTAR führte die Tradition beider Firmen weiter.

## Modellgeschichte

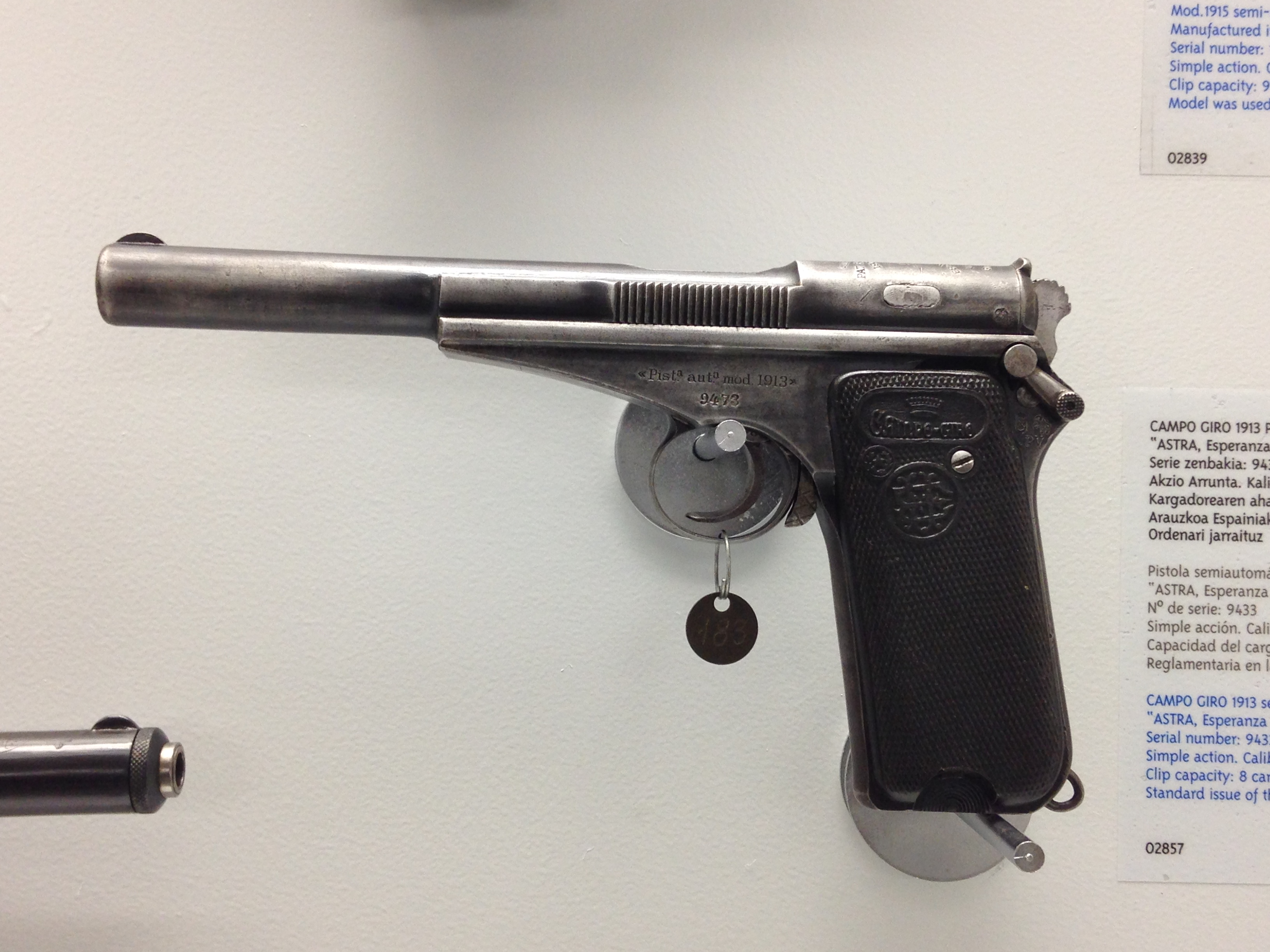
Pistole Astra Campo Giro

### Campo-Giro
1913 wurde das Werk nach Gernika in neue Gebäude verlegt, um dort die Produktion der Campo-Giro von 1912 fortzusetzen. Von verschiedenen Jahrgangsvarianten bis einschließlich 1913–1916 wurden von der spanischen Armee 13.178 Exemplare abgenommen. Das Modell 1913 wurde hauptsächlich auf dem privaten Markt verkauft. Diese Waffe wurde im spanischen Bürgerkrieg eingesetzt.

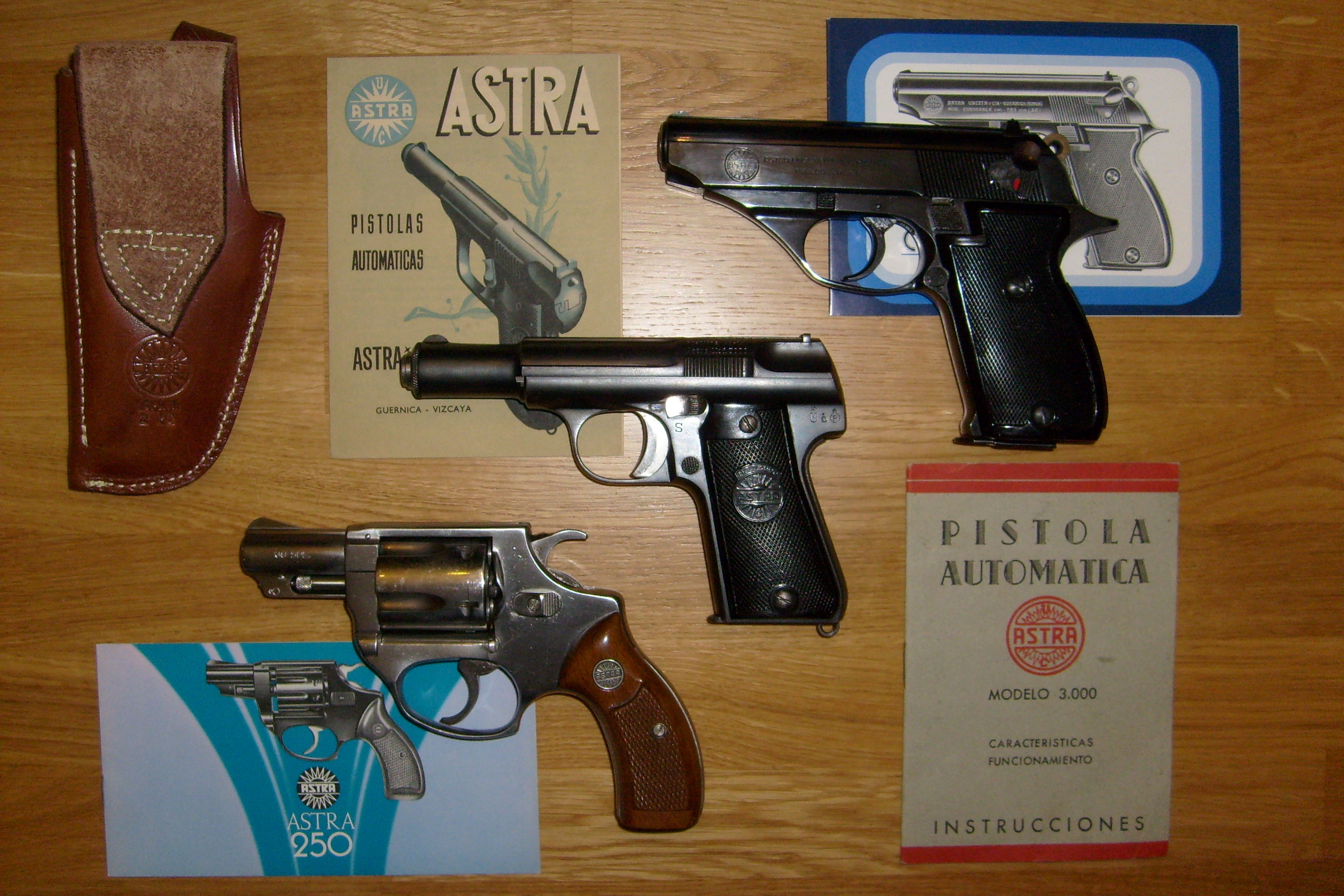
Historischer Überblick zur Waffenherstellung (v.l.n.r):
- Revolver Astra 250 INOX (1980)
- Pistole Astra 3000 (1946)
- Pistole Astra Constable (1981)

### Astra 700 – Ruby
Im Ersten Weltkrieg lieferte das Unternehmen 150.000 Gabilondo Ruby, ein Nachbau von Gabilondo y Urresti an die französische und die italienische Armee. Anfangs bezeichnete das Unternehmen die Pistole als Victoria oder Model 100. Das Magazin fasst neun Patronen im Kaliber 7,65 mm Browning und es gab ein Modell mit dem Kaliber 6,35 mm Browning. Nach dem Ersten Weltkrieg konnten 4.000 Pistolen des Modell 700 abgesetzt werden. Die Waffe, welche der Ruby ähnelte, hatte den Ruf, präzise gearbeitet und solide zu sein.

### Astra 300
Nach einer Ausschreibung der spanischen Armee für eine Nachfolgewaffe der Campo-Giro 1920 brachte Astra Unceta mit seinem Wettbewerber, der STAR, Bonifacio Echeverría, die Astra 200 und Astra 300 auf den Markt. Die Astra 300 im Kaliber 9 × 17 mm wurde von 1920 bis 1967 produziert.

### Astra 200 FN model 1906
Das Modell 200 ein Nachbau der FN Modell 1906 wurde bis 1967 in verschiedenen Ausprägungen 234.105 mal hergestellt. Die Produktion wurde wegen Produkthaftung eingestellt.

### Unceta y Compañia
1926 verließ Juan Esperanza das Unternehmen und gründete das Rüstungsunternehmen Esperanza y Compañía (ECIA) in Markina. Der Handfeuerwaffenhersteller in Gernika nannte sich nun Unceta y Compañia. 1927 erlangte Unceta einen Auftrag der spanischen Armee zur Modernisierung ihrer Bewaffnung.

### Astra–Mauser

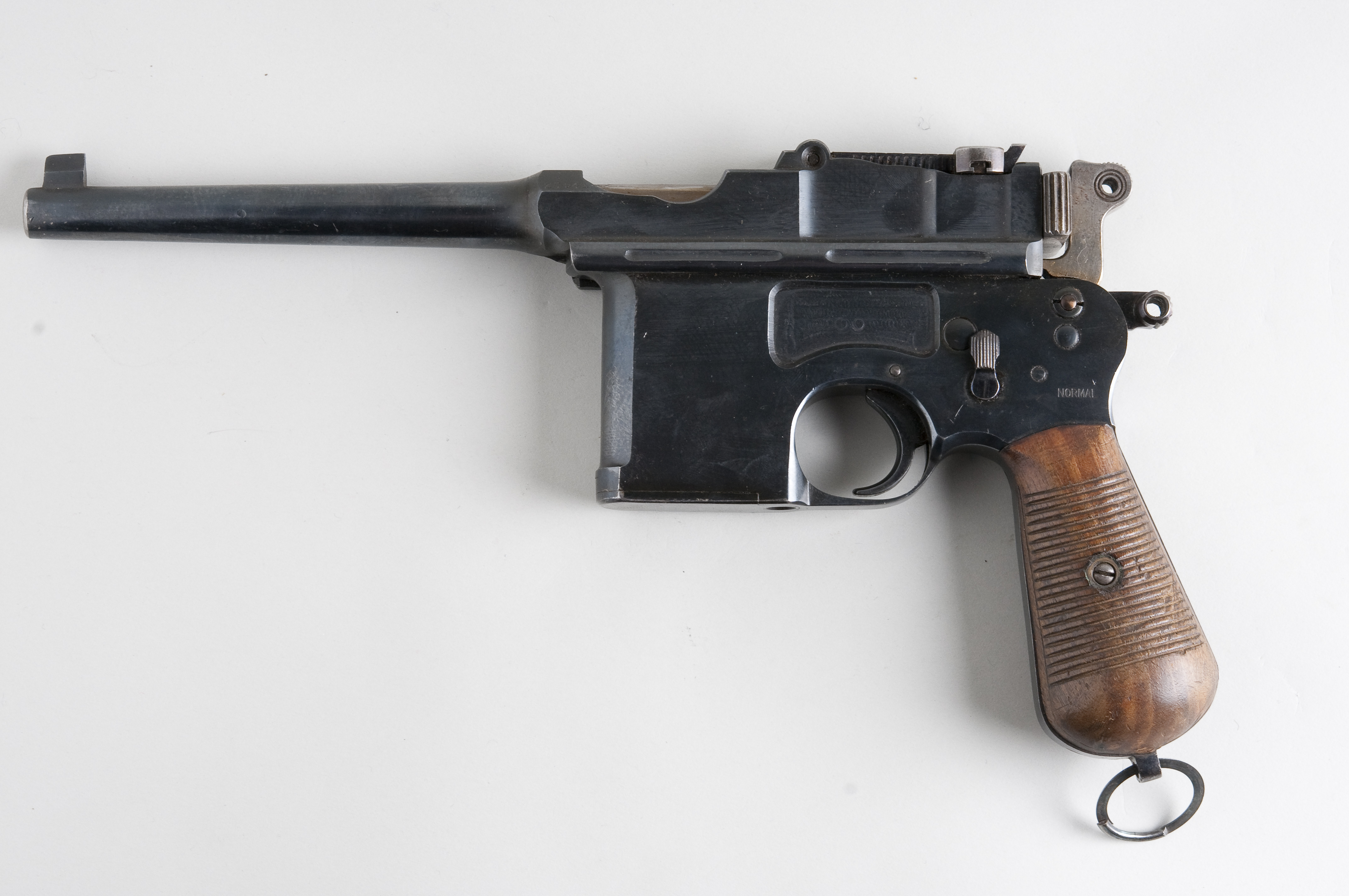
Astra 900 Lizenz Mauser C96

Unceta war Lizenznehmer der Deutschen Waffen- und Munitionsfabriken AG, für die Astra 900, die Astra 300, die Astra 400 und deren Kurzform, die Astra 600. Unceta lieferte die sogenannten Mauser oder Solothurn im Rahmen der chinesisch-deutschen Kooperation nach China sowie nach Lateinamerika. 1931 wurde die Filiale Astra China Company in Shanghai gegründet. Von 1928 bis 1936 wurde die Astra 900 gefertigt. Von 1942 bis 1948 wurde die Astra 600 gefertigt, welche ab 1944 nicht mehr ausgeliefert wurde, sondern erst nach dem 6. Mai 1945. 29000 Pistolen des Modells 600/43 wurden im Jahr 1951 an Polizeien in der Bundesrepublik Deutschland geliefert. Der größte Teil ging an den Bundesgrenzschutz